# Señor Mostaza
Señor Mostaza es una banda española de pop, rock y powerpop, originaria de la ciudad de Valencia. Sus cuatro integrantes son: Luis Prado, Paco Tamarit, Alejandro Climent "Boli" y Eduardo Olmedo.
De las cenizas de The Flauters (1995-2000) Luis Prado crea en 2002 el grupo Señor Mostaza, con el que graba 5 álbumes de estudio, 2 en directo y un recopilatorio, todos publicados por el sello Hall Of Fame Records.
En septiembre de 2015 Luis Prado comunicó a través de su página en Facebook y la discográfica que Señor Mostaza iba a tener un "paréntesis discográfico".

## Componentes
- Luis Prado: piano y voz.
- Paco Tamarit: guitarra y coros.
- Alejandro Climent "Boli": bajo y coros.
- Eduardo Olmedo: batería.

## Álbumes
- Pianoforte EP (2002)
- Mundo interior (2005)
- Somos poco prácticos (2008)
- Podemos sonreír (2010)
- Plays Revolver... live 2006 (2012)
- Delitos y faltas (2013)
- En resumen (2014)
- Plays Sto. Peppers ... live (2017)
- Bikini Club ... live 2010 (2022)